# Procesbevillingsnævnet
Procesbevillingsnævnet er et dansk uafhængigt organ, der afgør hvorvidt retssager kan appelleres ud over de almindelige appelmuligheder, der opridses i Retsplejeloven.
Nævnet består af en højesteretsdommer, en landsdommer, en byretsdommer, en advokat og en jurist fra et af landets universiteter.